# 이기재 (1949년)
이기재(李起載, 1949년 12월 1일 ~ )은 대한민국의 정치인이다. 제6대 충청남도 태안군의원이다.

## 학력
- 태안국민학교 졸업
- 태안중학교 졸업
- 서산농업고등학교 졸업

## 경력
- 충청남도 태안군 태안읍 읍장
- (주)대진산업 부사장
- 태안라이온스클럽 회장
- 태안중학교 총동창회 회장
- 태안 기름피해 사건 당시 방제종합상황실장
- 충청남도 태안군 재난관리과 과장
- 민주평화통일자문회의 의원
- 2010.07 ~ 2014.06 제6대 충청남도 태안군의회 의원
- 민주당 당무위원
- 민주통합당 당무위원
- 민주당 당무위원 겸 자문위원
- 2014.09 ~ 2015.02 새누리당 당무위원
- 2017.08 ~ 2018.08 자유한국당 당무위원

## 역대 선거 결과
| 선거명          | 직책명                               | 대수            | 정당   | 득표율 | 득표수  | 결과 | 당락                     |
| --------------- | ------------------------------------ | --------------- | ------ | ------ | ------- | ---- | ------------------------ |
| 제5회 지방 선거 | 충청남도 태안군의원(태안군 가선거구) | 6대 (민선 5기)  | 무소속 | 27.16% | 3,522표 | 1위  | 충청남도 태안군의원 당선 |
| 4·27 재보궐선거 | 충청남도 태안군수                    | 12대 (민선 5기) | 민주당 | 21.80% | 6,015표 | 3위  | 낙선                     |
| 제6회 지방 선거 | 충청남도의원(태안군 제1선거구)       | 10대 (민선 6기) | 무소속 | 43.96% | 7,882표 | 2위  | 낙선                     |